# Вребајући страх
„Вребајући страх” (енгл. The Lurking Fear) је приповетка америчког писца Хауарда Филипса Лавкрафта, написана у новембру 1922. и објављивана у наставцима од јануара до априла 1923. у часопису Home Brew.

## Радња

### I: Сенка на димњаку
Године 1921, неименовани ловац на чудовишта путује на планину Темпест, на Кетскилима, након што су у медије доспели извештаји о разним нападима групе неидентификованих створења на локално становништво. Месец дана раније, необично велика, разорна олуја са грмљавином захватила је регион. Многе куће су уништене, наизглед олујом, али након детаљнијег прегледа чинило се да је уништење узроковала разјарена звер. Погођена област, у којој је првобитно живело само 75 људи, потпуно је уништена, без преживелих.
Прикупљајући све расположиве информације од локалног становништва, ловац сазнаје да већина легенди окружује злослутну вилу породице Мартенс, столетно холандско имање, које полиција занемарује јер је очигледно напуштена. Ловац, доводећи са собом два пратиоца као своје телохранитеље, улази у вилу ноћу, баш када се приближава нова грмљавина. Борави у соби Јана Мартенса, за кога се верује да је убијен. Упркос својим пажљивим припремама, чувању страже у сменама и спавању са оружјем, група на крају утоне у сан. Ловац се буди и открива да су оба његова пратиоца нестала и, у блеску муње, сведочи демонској сенци коју је гротескно чудовиште накратко бацило на димњак виле. Ниједан од његових сапутника никада више није виђен.

### II: Пролазник у олуји
Трауматизован искуством у вили, ловац наставља истрагу. Он се поверава новинару по имену Артур Манро, говорећи му о стварима које је до сада искусио. Манро пристаје да му помогне, те њих двојица претражују околину у потрази за траговима убојитог створења или могућим остацима Мартенсових. О породици нема трага, али успевају да открију дневник предака који им је некада припадао. Све време, ловац има осећај да га посматрају. Њега и Манроа хвата још једна олуја и они се склањају у једну напуштену колибу, где се ловац присећа ужасних догађаја у вили. Док се необично велики гром обрушава небом, Манро прилази прозору да погледа штету. Олуја се убрзо разведри, али Манро се не помера са прозора, а када ловац покуша да га пробуди, открива да је новинарево лице изгризао неки невидљиви ужас споља.

### III: Шта је значио црвени одсјај
Пошто је провео неколико недеља удубљујући се у историју породице Мартенс, ловац се враћа на планину Темпест, одлучан да реши мистерију једном заувек. Сада уверен да је ужас који мучи планину повезан са породицом Мартенс, он сматра да је ентитет заправо дух Јана Мартенса. Сазнаје је да је вилу изградио Герит Мартенс, холандски трговац из Новог Амстердама који је због британског освајања северноамеричких колонија изградио удаљену вилу како би искористио њену самоћу.
Тамо је Мартенсова породица постајала све изолованија од спољашњег света. Убрзо су почели да склапају бракове са разним насељеницима и слугама који су живели око имања. Њихови потомци су се раширили по долини и постали данашња популација планинских људи, али језгро породице се држало своје виле, све више се изолујући. Јан Мартенс, погођен необичним немиром, придружио се колонијалној војсци и био је једини извор информација о остатку породице који је икада стигао у спољни свет. Међутим, по повратку кући шест година касније, третирали су га као аутсајдера и он је планирао да оде, о чему је једном пријатељу причао у писмима.
Међутим, ова преписка је убрзо престала, а када је његов пријатељ посетио вилу 1763. године, речено му је да је Мартенса погодио гром током олује. Његов пријатељ није веровао у ово, посебно због узнемирујућег понашања породице Мартенс, а након што је открио гроб схватио је да је Мартенс убијен. Иако породица није осуђена због недостатка доказа, комшије су почеле потпуно да их избегавају. Мартенсови су убрзо потпуно нестали, а једини знакови наставка њиховог постојања били су повремено светло које се видело на прозорима виле, а које је последњи пут забележено 1810. године. Шест година касније, мештани су претражили вилу, откривши да је породица Мартенс наизглед нестала. Сама вила је била у потпуном расулу и прошла је неколико импровизованих доградњи, јер се чинило да се породица стално ширила, вероватно кроз родоскрнављење.
Ловац проналази пут до виле и откопава гроб Јана Мартенса, надајући се да ће пронаћи неки начин да смири његов дух. Уместо тога, он пропада кроз земљу у мистериозну јазбину. Тамо накратко наилази на гоблинско створење које вреба у сенкама, које посматра кроз светлост џепне лампе. Изненадни удар грома погађа тунел, омогућавајући му да брзо побегне, и он види далеки црвени одсјај. Само неколико дана касније сазнаје шта је био овај одсјај − запаљена колиба са једним од створења унутра.

### IV: Ужас у очима
Враћајући се до Мартенсовог гроба, ловац открива да се јазбина у коју је претходно упао потпуно уронила. Он одлучује да истражи чудне хумке које окружују вилу. Док посматра издалека, схвата да су хумке у ствари тунели које су направила створења. Погођен манијом, он се пробија у један од тунела кроз подрум виле и проналази систем пролаза налик катакомбама. Како се приближава још једна грмљавина, он види како небројена створења израњају из земље; једног од слабијих чланова гротескне руље напада и поједе други од његове врсте. Ловац упуца једно од створења док се оно отеже иза остатка чопора, користећи удар грома да прикрије буку пиштоља. Након детаљнијег прегледа, примећује хетерохромију створења и схвата да је деформисано, длакаво створење у ствари члан породице Мартенс, која је еволуирала у одвратне мајмунолике звери због векова изолације и родоскрнављења. Ловац се више ничега не сећа све кад се нешто касније не пробуди у оближњем селу. Потпуно трауматизован својим искуствима, он унајмљује групу људи да вилу, околну шуму и брдо униште експлозивом, али није у стању да излечи свој ум од ужаса које је доживео, плашећи се да би створења попут Мартенсових могла бити било где.

## Ликови
- Ловац: Неименовани приповедач. Себе описује као „познаваоца хорора”, човека чија је „љубав према гротескном и страшном... учинила његову каријеру низом потрага за чудним ужасима у књижевности и животу”. Он извештава да након његовог сусрета са Мартенс створењима: „не могу више да ни да видим бунар или улаз у метро, а да не задрхтим” — пример фобија које често погађају Лавкрафтове протагонисте као резултат њихових искустава.

- Џорџ Бенет и Вилијам Тоби: Приповедач их је описао као „два верна и мишићава човека... дуго повезана са мном у мојим језивим истраживањима због њихове посебне кондиције”.

- Артур Манро: Репортер који долази у село Лефертс Корнерс да покрије вребајући страх. Описан је као „мрачан, мршав човек од око тридесет пет година, чије су га образовање, укус, интелигенција и темперамент, чини се, означавали као оног који није везан за конвенционалне идеје и искуства”.

Име Манро можда потиче од Лавкрафтових пријатеља из детињства, браће Честера и Харолда Манроа. Харолд је поново ступио у контакт са Лавкрафтом нешто више од годину дана пре него што је „Вребајући страх” написан, и поново су посетили клупску кућицу коју су заједно изградили као дечаци. Стан Соње Грин, Лавкрафтове супруге, налазио се у области Бруклина познатој као Проспект Лефертс Гарденс, као и Лефертсова историјска кућа која се налазила у Проспект Парку и у близини њеног стана.
- Герит Мартенс: Богати трговац из Новог Амстердама који није волео промену поретка под британском влашћу. Саградио је вилу Мартенсових 1670. „на забаченом шумском врху чији су му неугажена самоћа и необичан пејзаж пријали. Његови потомци, који су „одгајани у мржњи према енглеској цивилизацији и обучени да избегавају колонисте које су је прихватили”, одликују се по једном смеђем и једном плавом оку.

Мартенс је старо име Новог Амстердама; постоји улица Мартенс у Флетбушу у Бруклину, близу стана Соње Грин у коме је Лавкрафт боравио у априлу 1922. године.
- Јан Мартенс: „Први од Геритових потомака који је видео света”; он се придружио колонијалној војсци 1754, након што је чуо за конгрес у Олбанију, састанак који је покушао да уједини северноамеричке колоније. Када се 1760. вратио у вилу Мартенсових, његова породица га третира као странца; он налази да више не може да дели особености и предрасуде Мартенсових, док саме планинске грмљавине нису успеле да га опију као раније. Када га пријатељ тражи 1763. године, рођаци кажу да га је претходне јесени ударио гром и убио; када пријатељ, сумњичав, откопа Јанов необележени гроб, открива „лобању сурово згњечену, као дивљачким ударцима”. Иако су ослобођени оптужби за његово убиство, Мартенсови су изопштени и чини се да је вила напуштена до 1810. године. Истражитељи су 1816. пронашли да је место више личило на животињску јазбину него на величанствено имање.

Верује се да је кућа Јанс Мартенс Шенк, изграђена 1656. године, најстарија сачувана кућа у Њујорку. Роберт Сејдам у причи „Ужас у четврти Ред Хук” живи у „усамљеној кући, недалеко од Улице Мартенс”.

## Порекло
Као и прича „Херберт Вест–реаниматор”, раније објављена у часопису Home Brew, уредник Џорџ Џулијан Хутен је изричито тражио да „Вребајући страх” буде објављен као серијал. Међутим, за разлику од те приповетке, Хутен је направио рекапитулацију досадашње приче са сваким делом после првог, ослобађајући Лавкрафта потребе за непожељним понављањем.

## Пријем
Упоређујући је са Лавкрафтовом ранијом причом у часопису Home Brew, Лин Картер је написао да, иако је „Вребајући страх” „озбиљнија студија о традиционалном хорору, недостаје јој лагани, скоро радосни додир 'Херберта Веста'.” Књига Научна фантастика: Ране године описује ову причу као „дигресивну и неспретно написану, можда зато што је написана за серијско објављивање”.